# 20230 Blanchard
20230 Blanchard (1997 XH5) là một tiểu hành tinh vành đai chính được phát hiện ngày 6 tháng 12 năm 1997 bởi Khảo sát tiểu hành tinh OCA-DLR ở Caussols.